# Техника в Древнем Египте
Техника в Древнем Египте отражает ранний технологический уровень древних цивилизаций. В целом техника Древнего Египта была консервативна и лишь нашествие переднеазиатских гиксосов во II тыс. до н.э. привело к появлению новых технологий: кирпича, колесниц и боевого серпа хопеш.

## Строительство
Наряду с технологией каменного века применялись и более совершенные технологии, позволившие возводить знаменитые пирамиды. В частности использовалась наклонная плоскость (рампа), каток и рычаг. Самым известным сегодня египетским инженером был Имхотеп.
Большого развития достигла ирригация, немыслимая без развитой гидротехники: каналы, плотины, дамбы, колодцы-шадуфы с вёдрами[неавторитетный источник?].

## Материалы
Египет считается родиной деревообработки[неавторитетный источник?]. Поскольку там отсутствовали леса, то материал импортировался (ливанский кедр, эбеновое дерево). Практиковались следующие операции с древесиной: распиливание (медная пила), резьба (долото) и сверление (сверло), что позволяло изготавливать мебель для аристократии (кровать, кресло, ящик)[неавторитетный источник?].
Из металлообработки египтяне освоили технологию бронзы, из которой они изготавливали боевые топоры — основное оружие лёгкой древнеегипетской пехоты (см. также меджаи). Железо начинает осваиваться лишь во время Тутанхамона (XV век до н.э.), как хеттское заимствование. Из материалов египтяне также освоили прядение льна (в т.ч. виссон), а также непрозрачное цветное стекло[неавторитетный источник?]. Керамические сосуды создавались при помощи гончарного круга (известного с 3200-х годов до н.э.). Именно египтяне изобрели кафель (изразцы, облицовочную плитку)[неавторитетный источник?].

### Фаянс, стекло, металлы
Ещё до Древнего царства, древние египтяне изобрели стекловидный материал, известный как египетский фаянс, который они рассматривали как один из видов искусственного полудрагоценного камня. Фаянс — не глиняная керамика, которую изготавливали из кремнезёма, небольшого количества извести и соды, красителем, как правило, была медь. Материал использовали, для создания бусин, плитки, статуэток и галантерейных изделий. Египтяне могли использовать несколько методов для создания фаянса, но, как правило, в производстве применяли порошкообразные материалы, которые наносили в виде пасты на дно глины, которую затем обжигали. По схожей технике, древних египтян делали пигмент, известный как египетский синий, также называемый голубой фриттой, который получают путём сплавления (или спекания) оксида кремния, меди, извести и щелочи, например соды. Продукт могли измельчать и использовать в качестве пигмента.
Древние египтяне изготавливали широкий спектр предметов из стекла с большим мастерством, но не ясно, разработали ли они процесс самостоятельно. Неясно также, делали ли они собственное сырое стекло или просто импортировали предварительно сделанные слитки, которые они затем переплавляли. Тем не менее, они обладали техническими знаниями в области изготовления стекла, а также добавлении микроэлементов, для контроля цвета готового продукта. Диапазон цветов, которые они производили, включал жёлтый, красный, зелёный, синий, фиолетовый и белый; стекло могло быть также прозрачными или непрозрачными.
Стокгольмский папирус и Лейденский папирус X (ок. III век н. э.) дают представление о химических познаниях жителей Древних Египта и Греции периода античности. В папирусах представлены рецепты окрашивания текстиля, драгоценных камней, очистки жемчуга, имитации золота и серебра, а также изготовления металлов и сплавов.

## Транспорт
Большого развития достиг водный транспорт (Египетская папирусная лодка), который приводился в движение как при помощи весел, так и паруса. Помимо папируса в качестве строительного материала использовался импортируемый ливанский кедр (Барка Хеопса). В длину египетские ладьи достигали 40 метров, а их максимальная скорость 12 км/ч[неавторитетный источник?].
Древние египтяне знали, как собрать деревянные доски в корпус корабля и освоили передовые формы судостроения ещё около 3000 года до н. э. Американский археологический институт сообщает, что некоторые из самых старых раскопанных кораблей известны как лодки из Абидоса. Это группа из 14 обнаруженных судов в Абидосе, которые были построены из деревянных досок «сшитых» вместе. Обнаруженные египтологом Дэвидом О’Коннором из Нью-Йоркского университета, тканые ремни использовались, чтобы соединять вместе доски, а между ними клали папирус или траву для герметизации швов Поскольку все корабли захоронены вместе и рядом с погребением фараона Хасехемуи, изначально считалось, что они принадлежали ему, но одно из 14 судов датируется 3000 годом до н. э.; керамические банки, похороненные вместе с кораблями также подтверждают более раннюю датировку. Корабль датированный 3000 годом до н. э. имел длину 23 м и, как теперь полагают, возможно, принадлежал более раннему фараону. По словам профессора О’Коннор, 5000-летний корабль, возможно, даже принадлежал фараону Хор Аха.
Древние египтяне также знали как собрать деревянные доски с нагелем, чтобы скрепить их вместе, используя пек, чтобы законопатить швы. «Солнечные ладьи» — два полноразмерных гребных судна, запечатанных в тайниках у подножия пирамиды Хеопса около 4,5 тыс. лет тому назад (около 2500 год до н. э.), возможно, выполняли символическую функцию солнечной барки. Древние египтяне также знали, как закрепить доски этого корабля вместе с помощью цапфы. Несмотря на то, что древние египтяне могли строить большие лодки и плавать вдоль легкого в навигации Нила, они не были прославленными мореходами и не участвовали в широком распространении судоходства в Средиземном или Красном море.